# Cheiroseiulus
Cheiroseiulus es un género de ácaros perteneciente a la familia Ascidae.

## Especies
- Cheiroseiulus crassipes Ahmed-Ramadan, 1998
- Cheiroseiulus longisetosus Ahmed-Ramadan, 1998
- Cheiroseiulus punctum Ahmed-Ramadan, 1998
- Cheiroseiulus reniformis G. O. Evans & A. S. Baker, 1991
- Cheiroseiulus spinosus Ahmed-Ramadan, 1998